# ロカルノ条約
ロカルノ条約（ロカルノじょうやく、Locarno Treaties）は、1925年10月にスイスのロカルノで行われた協議を受けて、同年12月1日にロンドンで正式調印された7つの協定の総称である。
その中にはフランス・ベルギーの国境現状維持と、ラインラント非武装の確認（ラインラント条約）などが含まれ、基本的にはヴェルサイユ条約を踏襲したものが多い。国際紛争を軍事によらず仲裁裁判で解決することも含まれていた。ロカルノ条約の締結によりドイツは1926年に国際連盟に加盟。独仏の関係の緩和により、ヨーロッパ全土もしばらくの間、相対的安定期を迎えることになる。

## 構成
ロカルノ条約は以下の7条約で構成される。
- 集団安全保障条約
- 仲裁裁判条約（4つ）
- 相互援助条約（2つ）

諸条約の中核をなすのは、イギリス・フランス・ドイツ・イタリア・ベルギーの5ヶ国における地域的集団安全保障条約である。これを指して「ロカルノ条約」と呼称する事もある。この条約は10条からなり、ヴェルサイユ条約の定めたドイツ・フランス国境及びドイツ・ベルギー国境の現状維持、ラインラントにおける軍事施設の建設や兵士の駐留の禁止、ドイツ・フランス・ベルギーの相互不可侵、国際紛争の平和的解決、そしてこれらに対するイギリス、イタリアの保障などを規定するもので、ドイツの国際連盟への加盟を条約発効の条件とした。
ドイツとフランス、ベルギー、チェコスロヴァキア、及びポーランドとの間には4つの仲裁裁判条約が締結された。これらはいずれも同一の内容であり、紛争を仲裁裁判所ないしは国際司法裁判所へ付託する事、それでも解決しない場合は国際連盟理事会が仲裁を行うことを規定した。
フランスとチェコスロヴァキア、更にフランスとポーランドの間には相互援助条約が締結された。これらは、ドイツが締約国のいずれかに対し武力行使をした場合、もう一方の締約国は攻撃された国を支援することを規定したものである。

## 成立
ロカルノ条約は、国際協調外交を推進するドイツ外相シュトレーゼマンの提議に端を発する。1925年2月9日、シュトレーゼマンは、ラインラント相互不可侵の案を提示した。ルール占領失敗後に対独協調路線に転じたフランスがこれに同調。またヨーロッパへの影響力を確保したいイギリスも、列強の勢力均衡の立役者となることを目論み、この提議に乗ることにした。
1925年10月5日よりロカルノのヴィスコンティ城で開催されたロカルノ会議の結果、10月16日に最終議定書、及び上記の7条約が成立。12月1日、ロンドンで正式に調印された。翌1926年9月にドイツが国際連盟に加盟したことにより、条約が発効。ドイツは国際社会への復帰を果たした。1928年には不戦条約が締結され、また1930年には連合軍がラインラントからの撤退を完了させるなど、国際協調の機運が高まり、ヨーロッパに束の間の安定が訪れた。

## 問題
ロカルノ条約はドイツの東部国境における現状維持を保障するものではなかったため、チェコスロヴァキアやポーランドにはなおも不安の残る内容であった。また、ソ連はこれを西側列強による対ソ包囲網形成の企てと懸念し、チェコスロヴァキアと相互援助条約を結ぶなど東方ロカルノ体制の構築に動く。

## 終焉
1929年に発生した世界恐慌は、列強の相克を激化させ、戦後秩序を揺るがした。殊に海外市場の狭いドイツは、経済回復の手段を領土拡大・植民地再分割に求めた。
1935年3月16日、ヒトラーはヴェルサイユ条約の軍備制限条項を破棄して再軍備を宣言。翌1936年3月7日、仏ソ相互援助条約の締結を理由としてロカルノ条約破棄を宣言、ラインラントへの進駐を決行した。ヴェルサイユ、ロカルノ両条約を主軸とする安全保障体制は、ここに崩壊した。